# نظریه سامانه‌ها در انسان‌شناسی
نظریه سامانه‌ها در انسان‌شناسی(به انگلیسی Systems theory in anthropology) یک رویکرد میان رشته‌ای، غیر بازنمایی‌گرا(non-representative)، غیر ارجاعی و غیر دکارتی است که علوم طبیعی و اجتماعی را برای درک جامعه در حالت پیچیدگی آن گرد هم می‌آورد. ایده اصلی نظریه سامانه‌ها در علوم اجتماعی حل مسئله کلاسیک دوگانه‌انگاری(duality) است؛ ذهن-بدن، موضوع-شی، فرم-محتوا، نمایانگر-نموده‌شده و ساختار-نمایندگی. نظریه سامانه‌ها نشان می‌دهد که به جای ایجاد دسته‌های بسته به دوتایی‌ها (موضوع-شی)؛ سیستم باید باز بماند تا جریان آزاد فرایند و فعل و انفعالات امکان‌پذیر باشد. به این ترتیب دوگانه انگاری‌ها محو می‌شوند.
انسان‌شناس گرگوری بیتسون تأثیرگذارترین و نخستین بنیانگذار نظریه سامانه در علوم اجتماعی است. در دهه ۱۹۴۰، در نتیجه کنفرانس‌های میسی، او بلافاصله کاربرد آن را در جوامع بشری با متغیرهای فراوان و تعادل انعطاف‌پذیر اما پایدار، تشخیص داد. بیتسون سامانه را به عنوان «هر واحدی که دارای ساختار بازخورد است و نیز شایسته پردازش اطلاعات است توصیف می‌کند.» بنابراین یک سیستم باز، اجازه تعامل بین مفاهیم و مواد یا موضوع یا محیط یا انتزاعی و واقعی را می‌دهد. در علوم طبیعی، نظریه سامانه‌ها دارای رویکرد گسترده‌ای بوده‌است. زیست‌شناس اتریشی، کارل لودویگ فون برتالانفی، ایده تئوری سامانه‌های کلی (GST) را توسعه داد. این ایده یک رویکرد چند رشته‌ای از تجزیه و تحلیل سیستم است.